# Gemma Frisius (cràter)

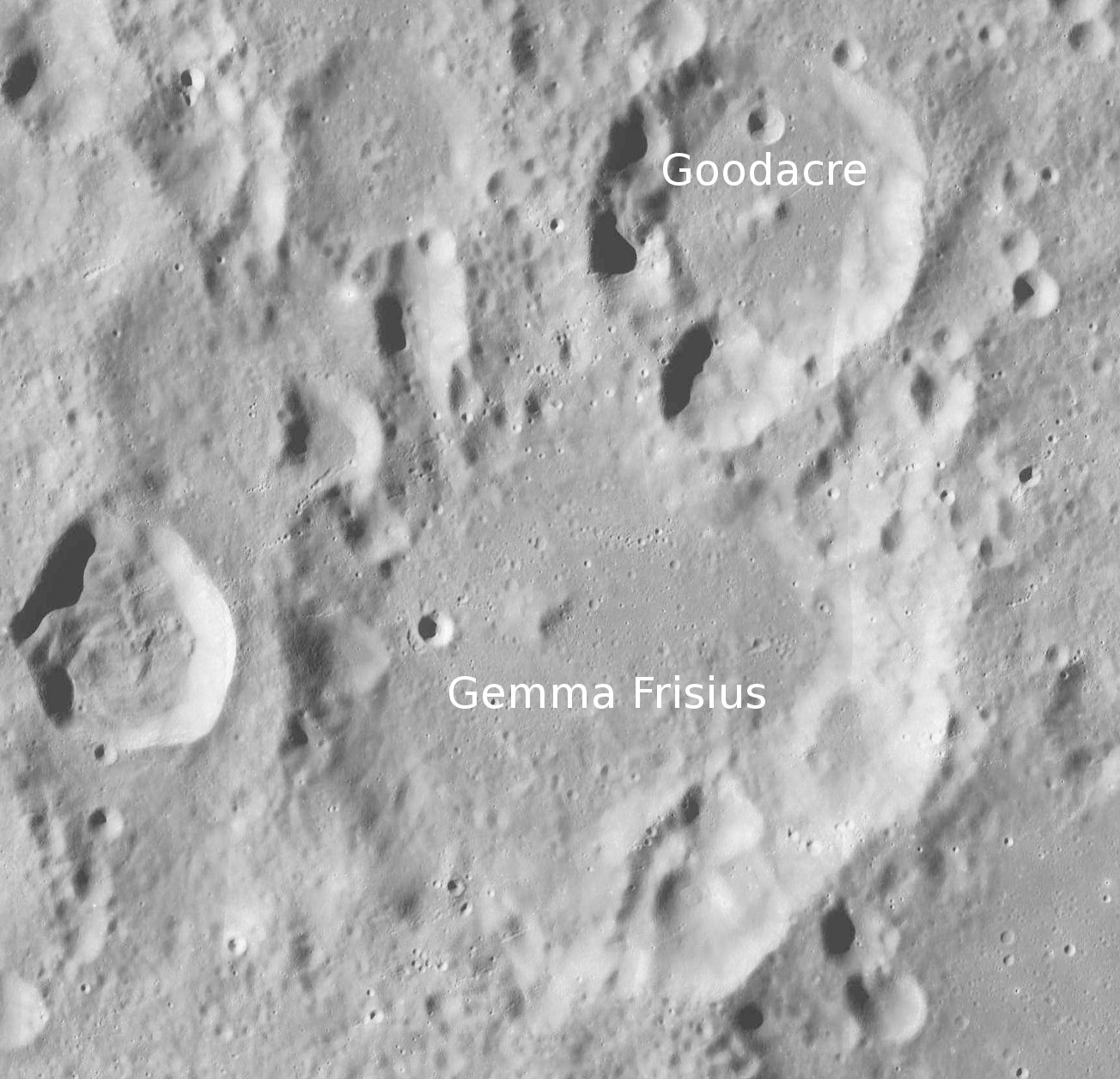
Fotografia de la missió LRO

Gemma Frisius és un cràter d'impacte que es troba en les escarpades terres altes del sud de la Lluna, al nord de la plana emmurallada del cràter Maurolycus, i al sud-est del cràter més petit Poisson. El cràter Goodacre està unit al bord nord-est.

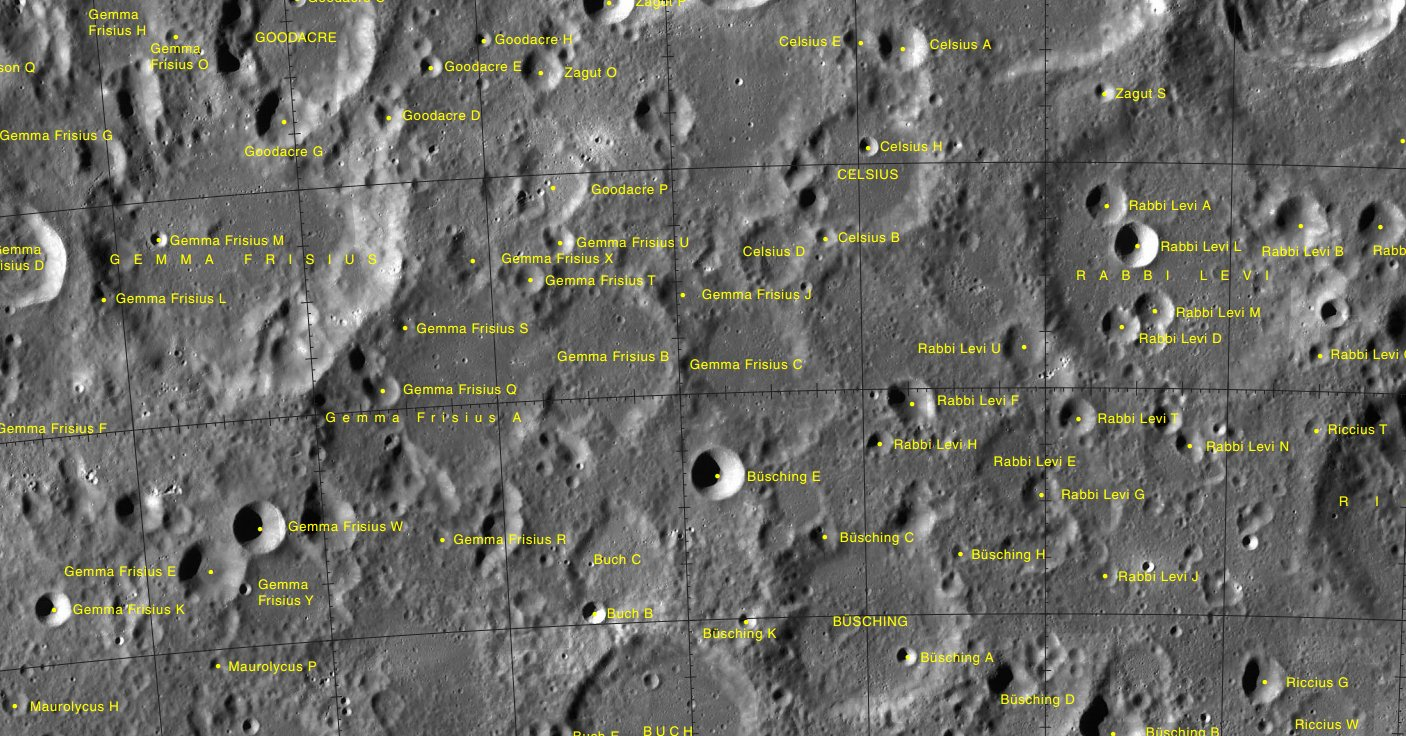
Localització de Gemma Frisius (a l'esquerra). Fotografia de la missió LRO

La paret exterior d'aquest cràter ha sofert greus danys per impactes, particularment al llarg dels costats nord i oest. Els petits cràters perifèrics D, G i H apareixen al costat d'aquesta cara danyada. Com han assenyalat alguns observadors, aquesta formació de cràters té certa semblança amb la petjada de l'urpa d'un animal, amb aquests cràters formant tres dels dits del peu i el cràter Goodacre el quart.
La vora sud-est del cràter també està desgastada, i la paret interior s'ha desplomada ocupant gairebé un terç del diàmetre interior. La resta de la planta és relativament plana i profunda, amb un pic central que està desplaçat cap al nord-oest del punt central.

## Cràters satèl·lit
Per convenció aquests elements són identificats en els mapes lunars posant la lletra en el costat del punt central del cràter que està més prop de Gemma Frisius.
|               | \| Gemma Frisius \| Coordenades \| Diàmetre \| \| ------------- \| ------------------------------------ \| -------- \| \| A \| 35° 48′ S, 15° 12′ E / 35.8°S,15.2°E \| 68 km \| \| B \| 35° 30′ S, 17° 06′ E / 35.5°S,17.1°E \| 41 km \| \| C \| 35° 36′ S, 18° 48′ E / 35.6°S,18.8°E \| 35 km \| \| D \| 34° 18′ S, 10° 54′ E / 34.3°S,10.9°E \| 28 km \| \| E \| 37° 12′ S, 12° 48′ E / 37.2°S,12.8°E \| 19 km \| \| F \| 35° 48′ S, 10° 18′ E / 35.8°S,10.3°E \| 9 km \| \| G \| 33° 12′ S, 11° 24′ E / 33.2°S,11.4°E \| 37 km \| \| H \| 32° 24′ S, 12° 12′ E / 32.4°S,12.2°E \| 28 km \| \| J \| 35° 06′ S, 18° 06′ E / 35.1°S,18.1°E \| 12 km \| \| K \| 37° 24′ S, 11° 00′ E / 37.4°S,11.0°E \| 10 km \| \| L \| 34° 48′ S, 11° 48′ E / 34.8°S,11.8°E \| 6 km \| \| M \| 34° 18′ S, 12° 30′ E / 34.3°S,12.5°E \| 5 km \| \| O \| 32° 30′ S, 12° 54′ E / 32.5°S,12.9°E \| 6 km \| \| P \| 31° 48′ S, 12° 48′ E / 31.8°S,12.8°E \| 4 km \| \| Q \| 35° 48′ S, 14° 48′ E / 35.8°S,14.8°E \| 9 km \| \| R \| 37° 06′ S, 15° 18′ E / 37.1°S,15.3°E \| 5 km \| \| S \| 35° 12′ S, 15° 06′ E / 35.2°S,15.1°E \| 6 km \| \| T \| 34° 54′ S, 16° 24′ E / 34.9°S,16.4°E \| 8 km \| \| O \| 34° 30′ S, 16° 48′ E / 34.5°S,16.8°E \| 8 km \| \| W \| 36° 54′ S, 13° 18′ E / 36.9°S,13.3°E \| 15 km \| \| X \| 34° 42′ S, 15° 48′ E / 34.7°S,15.8°E \| 15 km \| \| Y \| 37° 24′ S, 13° 30′ E / 37.4°S,13.5°E \| 28 km \| \| Z \| 35° 06′ S, 9° 36′ E / 35.1°S,9.6°E \| 10 km \| |          |
| Gemma Frisius | Coordenades | Diàmetre |
| A             | 35° 48′ S, 15° 12′ E / 35.8°S,15.2°E | 68 km    |
| B             | 35° 30′ S, 17° 06′ E / 35.5°S,17.1°E | 41 km    |
| C             | 35° 36′ S, 18° 48′ E / 35.6°S,18.8°E | 35 km    |
| D             | 34° 18′ S, 10° 54′ E / 34.3°S,10.9°E | 28 km    |
| E             | 37° 12′ S, 12° 48′ E / 37.2°S,12.8°E | 19 km    |
| F             | 35° 48′ S, 10° 18′ E / 35.8°S,10.3°E | 9 km     |
| G             | 33° 12′ S, 11° 24′ E / 33.2°S,11.4°E | 37 km    |
| H             | 32° 24′ S, 12° 12′ E / 32.4°S,12.2°E | 28 km    |
| J             | 35° 06′ S, 18° 06′ E / 35.1°S,18.1°E | 12 km    |
| K             | 37° 24′ S, 11° 00′ E / 37.4°S,11.0°E | 10 km    |
| L             | 34° 48′ S, 11° 48′ E / 34.8°S,11.8°E | 6 km     |
| M             | 34° 18′ S, 12° 30′ E / 34.3°S,12.5°E | 5 km     |
| O             | 32° 30′ S, 12° 54′ E / 32.5°S,12.9°E | 6 km     |
| P             | 31° 48′ S, 12° 48′ E / 31.8°S,12.8°E | 4 km     |
| Q             | 35° 48′ S, 14° 48′ E / 35.8°S,14.8°E | 9 km     |
| R             | 37° 06′ S, 15° 18′ E / 37.1°S,15.3°E | 5 km     |
| S             | 35° 12′ S, 15° 06′ E / 35.2°S,15.1°E | 6 km     |
| T             | 34° 54′ S, 16° 24′ E / 34.9°S,16.4°E | 8 km     |
| O             | 34° 30′ S, 16° 48′ E / 34.5°S,16.8°E | 8 km     |
| W             | 36° 54′ S, 13° 18′ E / 36.9°S,13.3°E | 15 km    |
| X             | 34° 42′ S, 15° 48′ E / 34.7°S,15.8°E | 15 km    |
| Y             | 37° 24′ S, 13° 30′ E / 37.4°S,13.5°E | 28 km    |
| Z             | 35° 06′ S, 9° 36′ E / 35.1°S,9.6°E | 10 km    |